# 道奇蘭 (加利福尼亞州)
道奇蘭（英語：Dodgeland）是位於美國加利福尼亞州比尤特縣的一個非建制地區。該地的面積和人口皆未知。

## 地理
道奇蘭的座標為39°32′41″N 121°54′28″W / 39.54472°N 121.90778°W，而該地的平均海拔高度為32米（即105英尺）。